# Páez (Boyacá)
Páez è un comune della Colombia facente parte del dipartimento di Boyacá.